# AR Aurigae
AR Aurigae även känd som 17 Aurigae, är en dubbelstjärna i södra delen av stjärnbilden Kusken. Den har en genomsnittlig skenbar magnitud av ca 6,14 och är mycket svagt synlig för blotta ögat där ljusföroreningar ej förekommer. Baserat på parallax enligt Gaia Data Release 3 på ca 7,1 mas, beräknas den befinna sig på ett avstånd på ca 461 ljusår (ca 141 parsek) från solen. Den rör sig bort från solen med en heliocentrisk radialhastighet på ca 25 km/s.

## Egenskaper
Primärstjärnan AR Aurigae A är en vit till blå stjärna i huvudserien av spektralklass B9 V, som är en kvicksilver-mangan-stjärna, vilket betyder att den har ett överskott av dessa element och ofta även av xenon och andra element. Den har en massa som är ca 2,6 solmassor, en radie som är ca 1,8 solradie och har ca 41 gånger solens utstrålning av energi från dess fotosfär vid en effektiv temperatur av ca 11 000 K.
Följeslagaren AR Aurigae B är en vit till blå stjärna i huvudserien av spektralklass B9.5 V och även den en kvicksilver-mangan-stjärna. Den har en massa som är ca 2,4 solmassor, en radie som är ca 1,8 solradie och har ca 34 gånger solens utstrålning av energi från dess fotosfär vid en effektiv temperatur av ca 10 400 K.

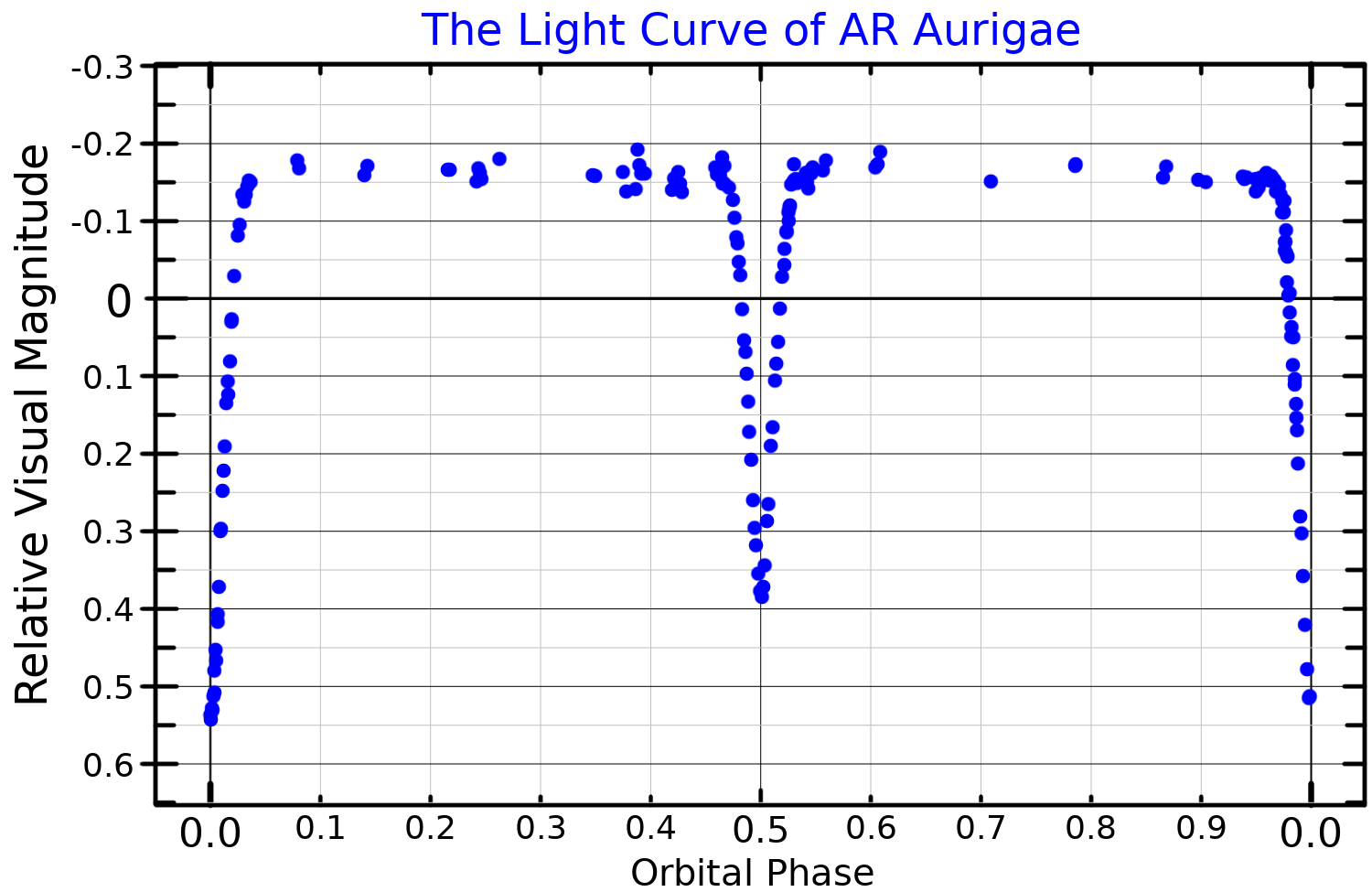
Ljuskurva i visuella bandet för AR Aurigae, plottad från Johansen (1970).

Båda stjärnorna är blåvita av spektraltyp B som inte fyller sin Roche-lob. Stjärnornas bana är orienterad på ett sådant sätt att de periodvis förmörkar varandra, så AR Aurigae är en variabel stjärna och dess ljusstyrka varierar från magnituden +6,15 till +6,82 med en period på 4,13 dygn. Eftersom AR Aurigae är en förmörkelsevariabel (i själva verket är det den enda kända förmörkelsevariabeln med en kvicksilver-mangan-stjärna), har noggrann karakterisering av dess parametrar gjorts möjlig. Baserat på ljustidseffekten som observerats från stjärnorna, drar man slutsatsen att det finns en tredje stjärna med en massa på 0,54  solmassa, som kretsar vid en separation av 13 AE med en omloppsperiod av 23,7 år.